# ایزابل پریسلر
ماریا ایزابل پریسلر آراستیا (به اسپانیایی: María Isabel Preysler Arrastía) (زاده ۱۸ فوریه ۱۹۵۱) یک مجری اجتماعی و تلویزیونی اسپانیایی-فیلیپینی است. وی مادر خوانندگان انریکه ایگلسیاس  و خولیو ایگلسیاس جونیور، روزنامه‌نگار چابلی ایگلسیاس و تامارا فالکو است.

## اوایل زندگی
پریسلر در مانیل فیلیپین متولد شد و سومین فرزند از شش فرزند خانواده‌ای ثروتمند بود. اصل و نسب او به لوبائو، پامپانگا، فیلیپین می‌رسد. او در یک مدرسه خصوصی کاتولیک رومی تحصیل کرد. پدرش، کارلوس پریسلر و پرز د تاگل، مدیر اجرایی هواپیمایی فیلیپین و در هیئت مدیره Banco Español de Manila (بانک اسپانیایی مانیل) کار می‌کرد. در حالی که مادرش، ماریا بئاتریز آراستیا و رینارس، صاحب یک شرکت املاک در مانیل بود.

## حرفه
در دوران جوانی، پریسلر مدلی بود که در مسابقات زیبایی و رویدادهای خیریه هتل‌های شرایتون در مانیل شرکت کرد و در چندین رویداد عنوان‌هایی را کسب کرد. در ۱۶ سالگی، او به مادرید اسپانیا مهاجرت کرد تا با عمو و عمه‌اش زندگی کند و در کالج مری وارد، دانشگاه کاتولیک ایرلندی در اسپانیا، تحصیل کند. وی در آنجا در رشته حسابداری تحصیل کرد.